# 上社 (名古屋市)
上社（かみやしろ）は、愛知県名古屋市名東区の地名。現行行政地名は上社一丁目から上社五丁目と猪高町大字上社。住居表示未実施。猪高町大字上社には4つの小字が設置されている。

## 地理
名古屋市名東区北西部に位置する。東は社が丘一丁目・社が丘二丁目・社が丘三丁目・本郷二丁目、北は藤森・丁田町、南は貴船、西は社台三丁目・一社三丁目に接する。
猪高町大字上社は、猪高緑地北部に残存する。東は長久手市、西は社が丘、勢子坊、猪高町大字一社、南は猪高町大字高針、北は姫若町にそれぞれ接する。

### 河川
- 植田川

### 字一覧

猪高町大字上社における旧字の位置関係

猪高町大字上社とその前身である愛知郡上社村の小字は以下の通り。消滅した字については背景色    で示す。
| 字                       | 字                   |
| ------------------------ | -------------------- |
| 足廻間（あしばさま）     | 池ノ浦（いけのうら） |
| 池ノ表（いけのおもて）   | 井堀（いぼり）       |
| 鋳物師洞（いものしほら） | 後田（うしろだ）     |
| 小井堀（こいぼり）       | 神田（じんでん）     |
| 丁田（ちょうだ）         | 苗代田（なえしろだ） |
| 中島（なかじま）         | 流（ながれ）         |
| 西山（にしやま）         | 八郎（はちろう）     |
| 東山（ひがしやま）       | 柄杓場（ひしゃくば） |
| 姫若（ひめわか）         | 平池（ひらいけ）     |
| 洞（ほら）               | 前田（まえだ）       |
| 除東（よけひがし）       |                      |

## 歴史

### 町名の由来
江戸期の愛知郡上社村を前身とする。上社を含む名東区中部の一帯は中世まで「社之郷」と称された地域で、近世初頭に社之郷が分割されて上社村・下社村・一色村が成立した。
社之郷は、山田郡八事南迫に属する国衙領であったらしく、1552年（天文21年）付『賢秀檀那注文』に「尾州八事迫大聖寺先達所...社」と、『定光寺祠堂帳』に「南迫社之郷」とある。山田郡は戦国期に廃止されて、当地は愛知郡所属となった。
「社」の由来については、武内宿禰の教えで罔象女命を祀って建てた矢白神社の「矢白」が転じたという伝説があるが、定かではない。『尾張国地名考』では「八代」あるいは「屋代」が転じたという説を紹介している。

### 行政区画の変遷
- 1974年（昭和49年）11月1日 - 千種区猪高町大字藤森の一部より、同区上社二丁目が成立[1]。
- 1975年（昭和50年）2月1日 - 千種区の一部より名東区が新設され、名東区所属となる[1]。
- 1976年（昭和51年）
  - 1月20日 - 二丁目に名東区役所および名東保健所の合同庁舎が完成する[6]。
  - 10月3日 - 猪高町大字一社・上社の各一部より、上社四丁目が成立[1]。
- 1984年（昭和59年）2月11日 - 猪高町大字上社の一部より、上社一・三・五丁目が成立[1]。二・四丁目に猪高町大字一社の一部を編入[1]。
- 1986年（昭和61年）8月31日 - 五丁目に猪高町大字上社の一部を編入[1]。

## 世帯数と人口
2020年（令和2年）11月1日現在の世帯数と人口は以下の通りである。
| 丁目           | 世帯数    | 人口    |
| -------------- | --------- | ------- |
| 上社一丁目     | 646世帯   | 1,279人 |
| 上社二丁目     | 1,030世帯 | 2,026人 |
| 上社三丁目     | 372世帯   | 881人   |
| 上社四丁目     | 655世帯   | 1,271人 |
| 上社五丁目     | 351世帯   | 903人   |
| 猪高町大字上社 | 1世帯     | 1人     |
| 計             | 3,055世帯 | 6,361人 |

### 人口の変遷
国勢調査による人口の推移
| 2000年（平成12年） | 5,975人 | [ WEB 10 ] |  |
| 2005年（平成17年） | 6,432人 | [ WEB 11 ] |  |
| 2010年（平成22年） | 6,786人 | [ WEB 12 ] |  |
| 2015年（平成27年） | 6,956人 | [ WEB 13 ] |  |

## 学区
市立小・中学校に通う場合、学校等は以下の通りとなる。また、公立高等学校に通う場合の学区は以下の通りとなる。なお、小・中学校は学校選択制度を導入しておらず、番毎で各学校に指定されている。
| 丁目                 | 小学校                                    | 中学校                                    | 高等学校 |
| -------------------- | ----------------------------------------- | ----------------------------------------- | -------- |
| 上社一丁目           | 名古屋市立猪高小学校                      | 名古屋市立猪高中学校                      | 尾張学区 |
| 上社二丁目           | 名古屋市立猪高小学校 名古屋市立本郷小学校 | 名古屋市立猪高中学校 名古屋市立藤森中学校 | 尾張学区 |
| 上社三丁目           | 名古屋市立上社小学校                      | 名古屋市立上社中学校                      | 尾張学区 |
| 上社四丁目           | 名古屋市立上社小学校                      | 名古屋市立上社中学校                      | 尾張学区 |
| 上社五丁目           | 名古屋市立上社小学校                      | 名古屋市立上社中学校                      | 尾張学区 |
| 猪高町大字上社字井堀 | 名古屋市立上社小学校                      | 名古屋市立上社中学校                      | 尾張学区 |

## 施設

### 上社一丁目
- あいち銀行上社支店・高針中央支店
- 上社処分場

上社一丁目に所在した（当時の地名は千種区猪高町上社字西山）名古屋市の処分場。面積は11,276平方メートル。1965年（昭和40年）6月から1966年（昭和41年）2月にかけて使用された。

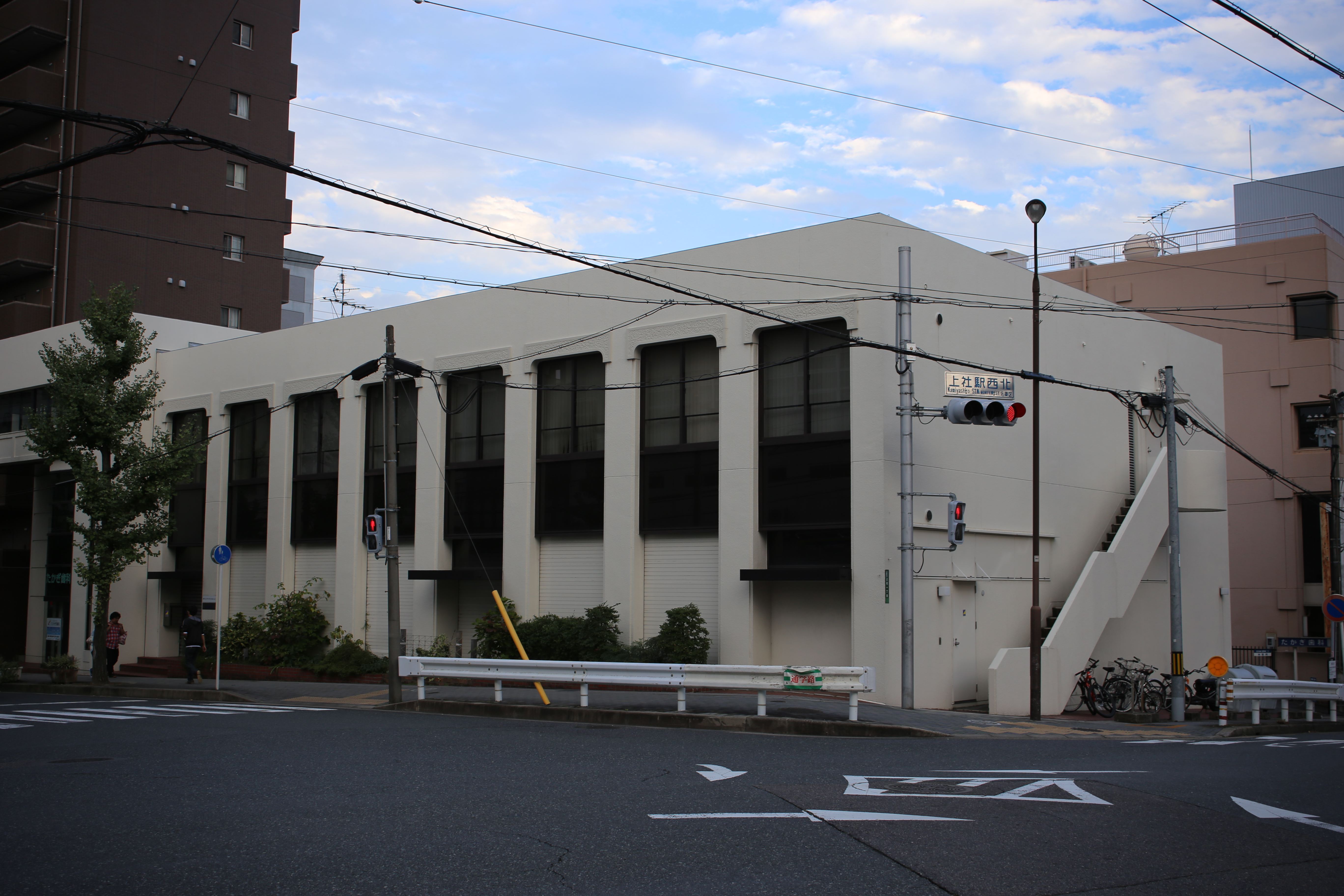
ヴィレッジヴァンガード本社

- ヴィレッジヴァンガード本社

### 上社二丁目

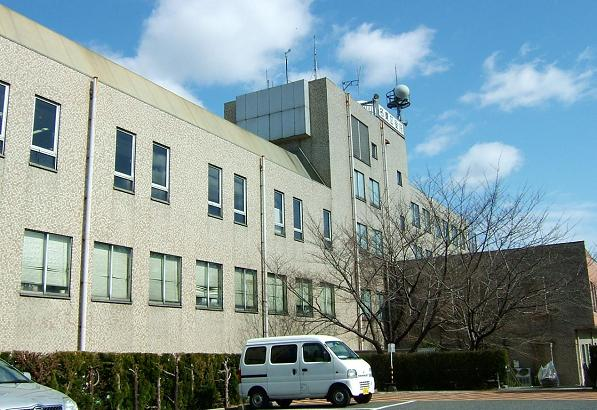
名東区役所
  - 名東保健センター[2]
- 日吉神社[2]
- 名古屋上社郵便局
- 上社北公園

1974年（昭和49年）10月18日供用開始。
- 岡崎信用金庫名東支店

1976年（昭和51年）3月25日開設。
- 名東区役所

### 上社三丁目
- JAなごや猪高支店
- メイトウホスピタル

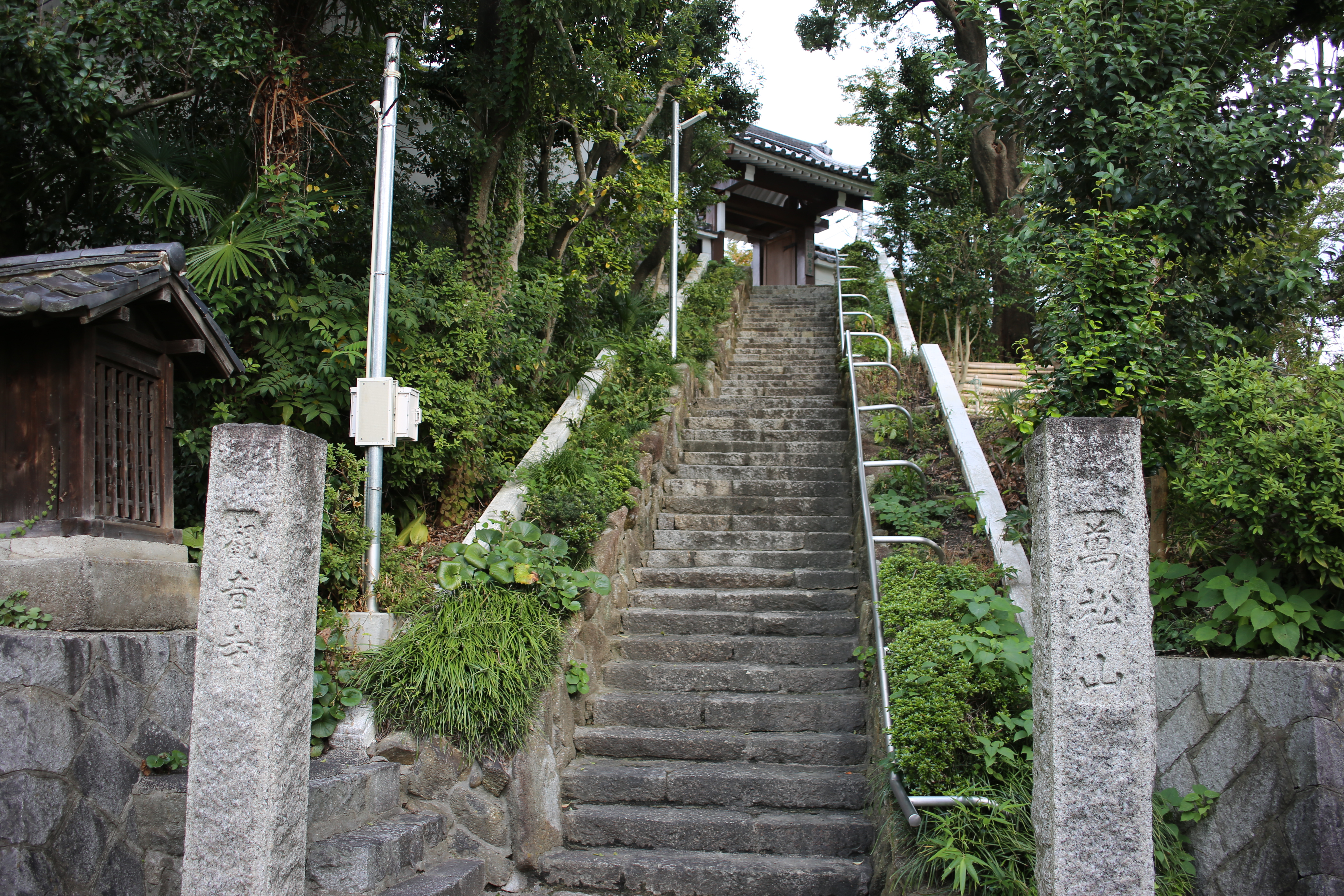
観音寺
- ポールトゥウィン本社

- 観音寺

### 上社四丁目
- 瀬戸信用金庫上社支店
- 流公園

1977年（昭和52年）11月20日供用開始。

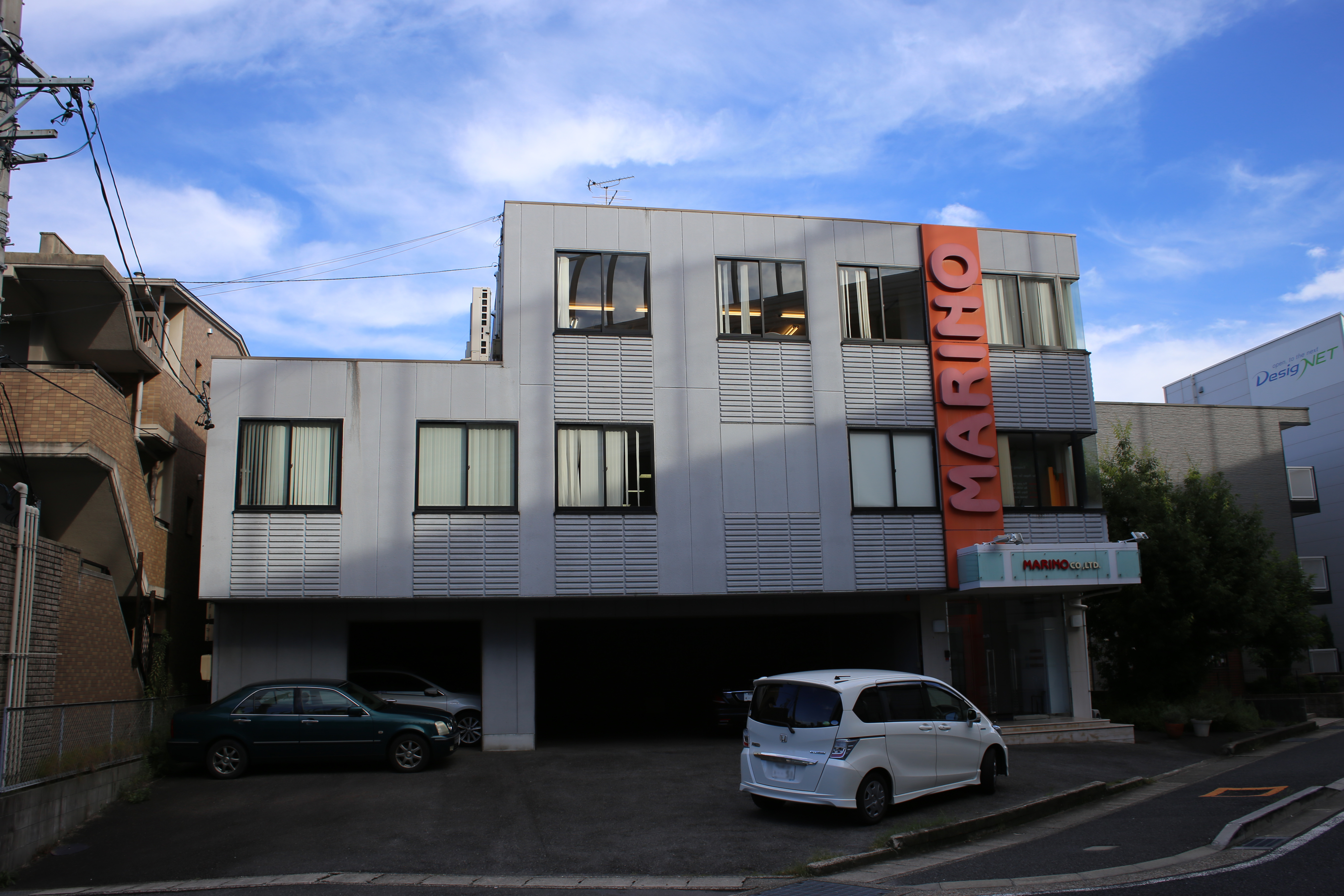
マリノ本社

- マリノ本社

### 上社五丁目
- 名古屋市立上社小学校
- 上社公園

1980年（昭和55年）4月1日供用開始。
- 上社コミュニティセンター

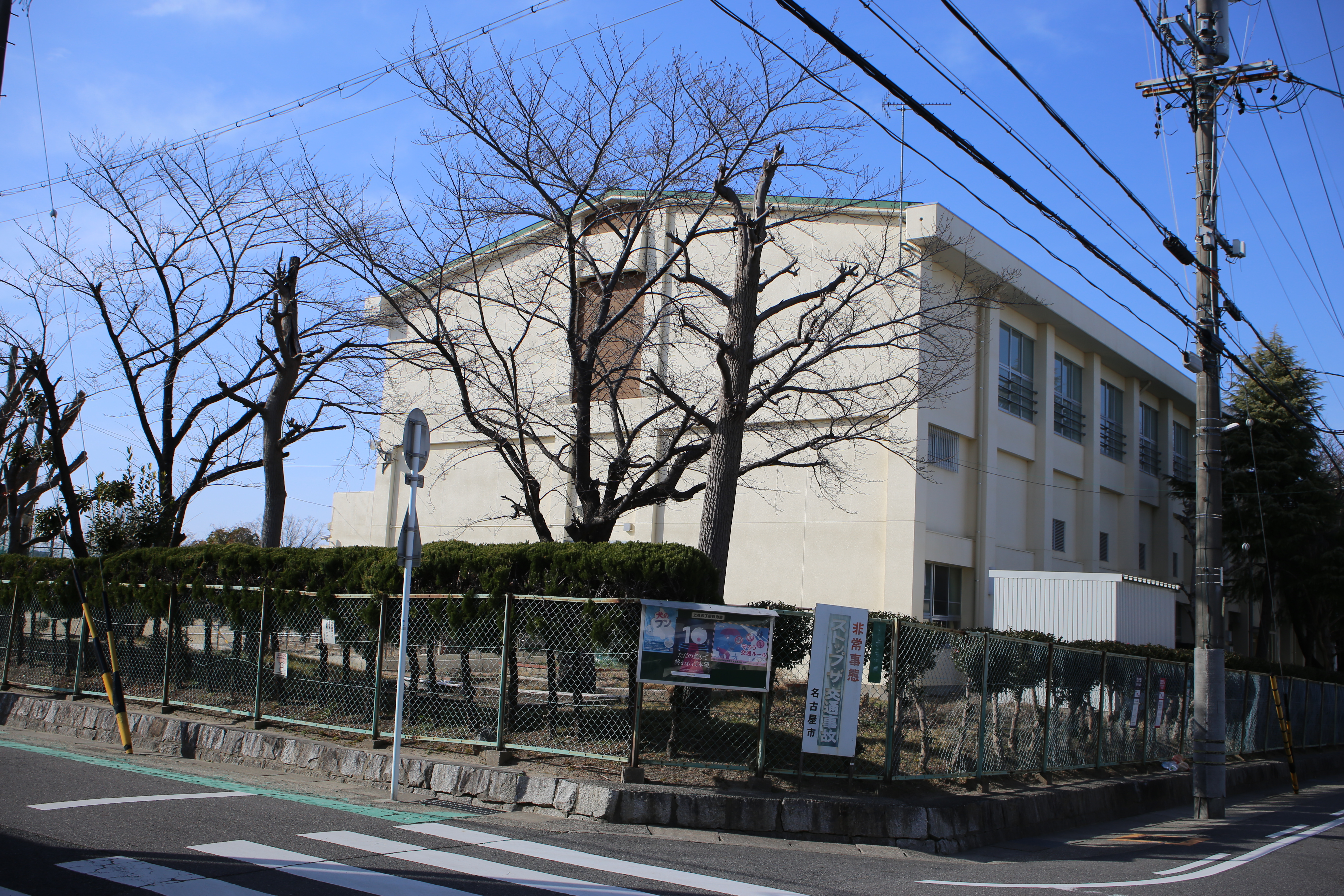
上社小学校
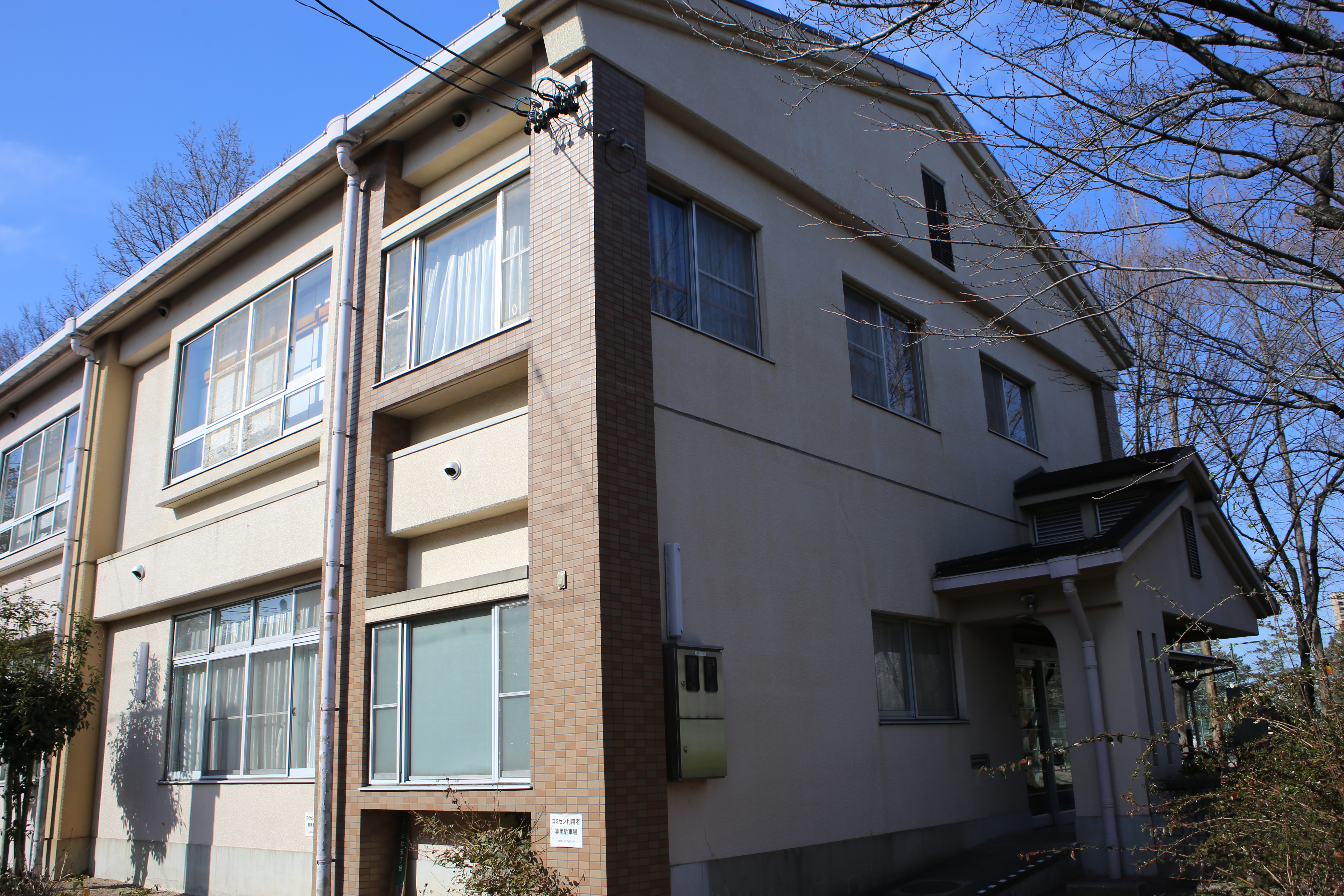
上社コミュニティセンター

## 交通

### 鉄道
- 名古屋市営地下鉄東山線 上社駅[2]（上社一丁目）

### バス
- 名古屋市営バス
- 東名ハイウェイバス[注釈 3] - 名古屋インターバス停
  - 当地内にあるのは名古屋駅行の降車専用バス停のみ

### 道路
- 国道302号（名古屋環状2号線）
- 愛知県道60号名古屋長久手線（東山通）
- 愛知県道59号名古屋中環状線
- 愛知県道219号浅田名古屋線
- 名古屋第二環状自動車道 上社JCT・上社IC・上社南IC

## その他

### 日本郵便
- 郵便番号 
  - 上社一～五丁目：465-0025[WEB 3]（集配局：名東郵便局[WEB 18]）
  - 猪高町大字上社：465-0052